# Oude Kerk (Vichte)

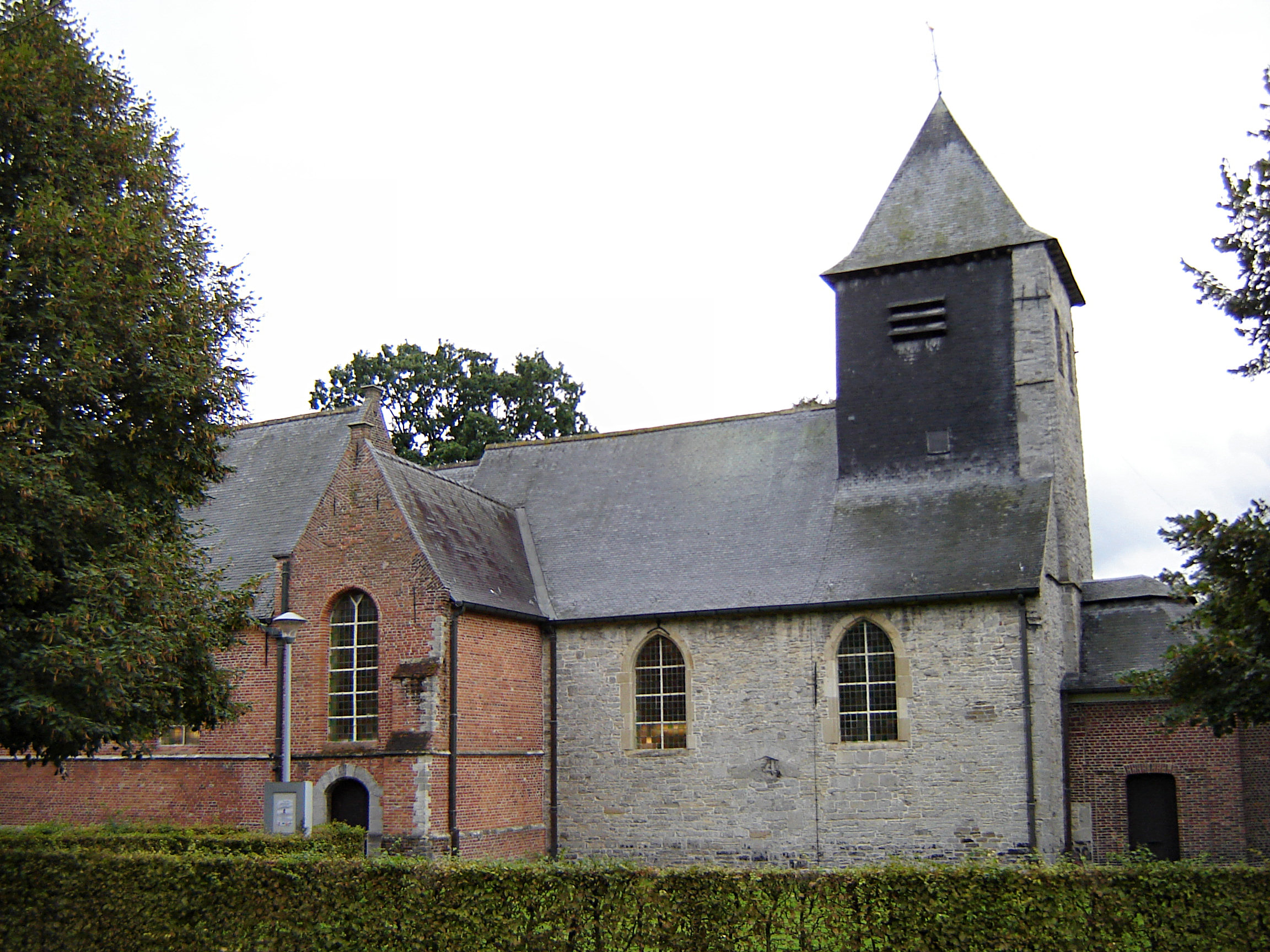
De Oude Kerk

De Oude Kerk is een kerk in het Belgische dorp Vichte. De kerk deed dienst als parochiekerk tot 1962. De bouwgeschiedenis gaat terug tot de 12e eeuw.
Om zijn onderdanen van altaar en gebed te voorzien richt Goswin, de eerste Heer van Vichte, samen met de monniken van de Sint-Diederiksabdij van Reims (Frankrijk) rond 1110 een typische landelijke bidplaats op. Het kerkje was oorspronkelijk een zaalkerk (d.i. het gedeelte opgetrokken uit breuksteen afkomstig van Doornik) en werd in de 14e eeuw omgebouwd tot een kruiskerk. In 1119 wordt de kerk door de bisschop van Doornik en Noyon als "eigenkerk" voor Vichte erkend.
De uitvoering van de toren is zeldzaam in Vlaanderen. De eikenhouten torenconstructie die afgedekt is met schaliën wordt pas later bij de naar Frans-Romaans model opgetrokken klokkenmuur toegevoegd. De twee ongelijke gaten dienden dan weer voor de ophanging van de klokken.
Sinds 1962 fungeert de kerk niet meer als parochiekerk, en van dan af aan vindt de gemeentelijke bibliotheek er onderdak. Vanaf 1996 vormt het kerkje dan weer het decor voor culturele manifestaties (optredens, tentoonstellingen, toneel, ...) en maakt het deel uit van het cultureel centrum.
Tegen de zuidelijke muur hangen de grafstenen van drie gewezen pastoors van deze kerk. De jaartallen wijzen op hun ambtstermijn:
- Augustinus-Ludovicus Ossellioen (1741-1745)
- Jacobus Warlop (1745-1760)
- August Slosse (1895-1904)

Aan deze muur staat ook de grafsteen van pastoor-musicus Pieter Busschaert (1883-1892), vriend van Guido Gezelle en Edgar Tinel.
In de dichtgemetselde deuropening vindt men de grafsteen van Pieter Notebaert, een brouwer. Een andere grafsteen herinnert aan de familie Verhaeghe, nog een andere aan Judocus Vantieghem, de laatste griffier van Vichte. Speciale aandacht tot slot gaat uit naar de begraafplaats en het grafmonument van toondichter Herman Roelstraete (°1925 +1985), eerste ereburger van Vichte. Dit monument werd vergund door bemiddeling van het provinciebestuur en de regering en opgericht met de steun van de "Stichting Herman Roelstraete".
In  juli 2019 werd het 900-jarig bestaan van de Parochie Vichte uitgebreid gevierd onder impuls van de Vichtse Dorpsraad. In de Oude Kerk en rond het nabijgelegen kasteel vonden allerlei festiviteiten plaats (historische evocatie, re-enactmentgroep tempelridders, koren, volksfeest, herdopen van de Vichtse reus...).  
Vanaf de eerste decennia van de 21ste eeuw vertoont het gebouw barsten. Eerst aan het westelijke portaal en in 2019 ook aan de noordelijke kruisbeuk. Het gemeentebestuur Anzegem sluit het gebouw vanaf 1 januari 2020 voor verdere activiteiten. Er worden specialisten aangesteld die een analyse moeten maken om het gebouw te stabiliseren en om verdere schade te voorkomen. In een eerste fase werd de fundering van de Oude Kerk verstevigd door middel van groutingpalen. De Oude Kerk blijft echter gesloten. In een tweede fase moeten dak - en gevelwerken + pleister- en schilderwerken gebeuren. Deze werken zullen naar verwachting eind 2025, begin 2026 worden opgestart.  Daarna volgt nog een derde fase: de toren- en zolderwerken. 